# Distretto di Binh Minh
Il distretto di Binh Minh (vietnamita: Bình Minh) è un distretto (huyện) del Vietnam che nel 2003 contava 177.275 abitanti.
Occupa una superficie di 244 km² nella provincia di Vinh Long. Ha come capitale Cai Von.